# Ogden (Arkansas)
Ogden é uma cidade  localizada no estado americano de Arkansas, no Condado de Little River.

## Demografia
Segundo o censo americano de 2000, a sua população era de 214 habitantes.
Em 2006, foi estimada uma população de 205, um decréscimo de 9 (-4.2%).

## Geografia
De acordo com o United States Census Bureau, a localidade tem uma área de 1,3 km², sem área coberta por água.

## Localidades na vizinhança
O diagrama seguinte representa as localidades num raio de 24 km ao redor de Ogden.